# Білоруський музично-драматичний гурток у Вільнюсі

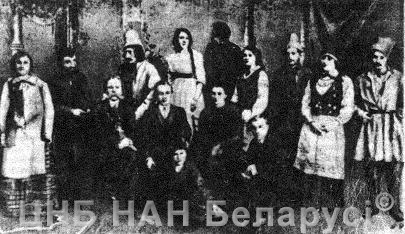
Білоруський музично-драматичний гурток у Вільнюсі. Вистава "Польоти"

Білоруський музично-драматичний гурток у Вільнюсі — Культурно-освітня асоціація білоруської інтелігенції в 1911 — 1916.

## Історія
Гурток розвивав широкий спектр культурно-освітньої діяльності, реалізовував ідеї газети "Наша Нива", сприяв суспільно-політичному відродженню руху, формуванню білоруської професійної драматичної та музичної творчості. Він організовував вечори національної культури у формі білоруських вечірок — синтетичні концерти, що включали показ невеликих вистав, виступи хорових колективів, солістів, читачів та танцюристів.
Учасники гуртка вперше поставили п'єсу "Паўлінка" Янки Купали (1913), а «Залёты» В. Дуніна-Марцінкевича (1915) та "Модны шляхцюк" К. Каганця, «Міхалка» Долецького, «Як яны жаніліся» А. Володського, «Хам» та «В зимовий вечір» за Е. Ожешко, «Пошилися в дурні» М. Кропивницького та ін.
П'єси ставив Ф. Олехнович та О. Бурбіс. Серед учасників були Ян Булгак, З. Бядуля, А. Ляжневич, С. Маркевич, П. Меделко, А. Пашкевич, Л. Родзевич, гл. Родзевич, М. Шидло та ін. Хором керував Людомир Раговський, І. Шидло, М. Ячиновська.